# 科特蘭鎮區 (伊利諾伊州迪卡爾布縣)
科特蘭鎮區（英語：Cortland Township）是位於美國伊利諾伊州迪卡爾布縣的一個行政鎮區。

## 地方資料
根據2010年美國人口普查的數據，科特蘭鎮區的面積為91.40平方千米，當中陸地面積為90.90平方千米，而水域面積為0.50平方千米。當地共有人口10968人，而人口密度為每平方千米120人。